# Список умерших в 1253 году
В этой статье представлен список известных людей, умерших в 1253 году.
См. также: Категория:Умершие в 1253 году

## Январь
- 1 января — Морозини, Марино — венецианский дож (1249—1253).
- 11 января — Пьер де Бар[англ.] — французский кардинал-священник de S. Marcello (1244—1251), кардинал-епископ Де Сабина (1251—1253), философ.
- 13 января — Йохан фон Дипхольц[нем.] — епископ Миндена (1242—1253).
- 18 января — Генрих I Толстый де Лузиньян (35) — король Кипра (1218—1253), бальи и регент Иерусалимского королевства (1246—1253).

## Февраль
- 9 февраля — Богуфал II — архиепископ Познани (1242—1253).

## Март
- 12 марта — Фина из Сан-Джиминьяно — итальянская святая римско-католической церкви, покровительница прядильщиц и Сан-Джиминьяно.

## Апрель
- 3 апреля — Ричард Чичестерский — епископ Чичестера (1244—1253), святой римско-католической церкви[1].
- 5 апреля — Вильбранд фон Казернберг[англ.] — архиепископ Магдебурга (1235—1253).
- 22 апреля — Элиас Кротонский[англ.]	— соратник Франциска Ассизского.

## Май
- 25 мая — Пьер де Колмье[фр.] — архиепископ Руана (1236—1244), кардинал-епископ Альбано (1244—1253).

## Июнь
- 3 июня — Маргарита де Бомон, 7-я графиня Уорик — графиня Уорик (1242—1253).
- 12 июня — Бонифаций II Большой — маркграф Монферрата (1225—1253), титулярный король Фессалоник (1239—1253).

## Июль
- 8 июля — Тибо IV Трубадур (52) — граф Шампани (1225—1253), король Наварры (1234—1253) (под именем Тибальдо I Наваррский), французский поэт, «принц труверов».
- 22 июля — Альбрехт III — граф Тироля (1190—1253), последний представитель Тирольской династии.

## Август
- 11 августа — Клара Ассизская (59) — основательница ордена клариссинок, святая римско-католической церкви, покровительница телевидения.

## Сентябрь
- 14 сентября — Ульрих II фон Ортенбург[нем.] — епископ Гурка (1221—1253).
- 22 сентября — Догэн — японский мыслитель, патриарх дзэн, основатель японской школы Сото.
- 23 сентября — Вацлав I — король Чехии (1230—1253).

## Октябрь
- 9 октября — Роберт Гроссетест — английский схоласт, основатель оксфордской философской и естественнонаучной школы, теоретик и практик экспериментального естествознания.
- 22 октября — Халль Гицурсон[исп.] — исландский законоговоритель (1203—1209).

## Ноябрь
- 16 ноября — Агнесса Ассизская — младшая сестра Клары Ассизской, святая римско-католической церкви[2].
- 19 ноября — Джакомо да Кастел' арквато[фр.] — кардинал-епископ de Porto e Santa Rufina (1251—1253).
- 29 ноября — Оттон II Светлейший (47) — пфальцграф Рейнский (1214/1228—1253), герцог Баварии (1231—1253).

## Дата неизвестна или требует уточнения
- 24 июня или 13 июля — Амадей IV Савойский — граф Савойи (1233—1253).
- Ахмад ал-Тифаши[англ.] — арабский поэт и писатель.
- Викинт — жемайтский князь, противник великого князя литовского Миндовга.
- Витале[итал.] — архиепископ Пизы (1217—1252).
- Гилберт Гленлюский[англ.] — епископ Гэлловэя (1235—1253).
- Дэвид де Бернхэм[англ.]	— епископ Сент-Эндрюса (1239/40–1253).
- Едивид, литовский князь.
- Кристиан II фон Вайссенау[нем.] — архиепископ Майнца (1249—1251).
- Мейнхард фон Кранихфельд[нем.] — епископ Хальберштадта (1241—1252).
- Николай Науэн — епископ Риги (1229—1253).
- Феодор Комнин Дука — царь Эпира (1215—1230), правитель Фессалии (1216—1230).